# Skotawsko
Skotawsko (dodatkowa nazwa w j. kaszub. Skòtawskò; niem. Schottofske) – kaszubska osada leśna w Polsce, położona w województwie pomorskim, w powiecie bytowskim, w gminie Czarna Dąbrówka, na obszarze Parku Krajobrazowego Doliny Słupi, pomiędzy jeziorami Skotawsko Wielkie i Skotawsko Małe.
W latach 1975–1998 osada administracyjnie należała do województwa słupskiego.

## Historia
Do roku 1945 osada znajdowała się w granicach III Rzeszy. 29 grudnia 1937 r., w ramach polityki germanizacji nazw miejscowych pochodzenia słowiańskiego, administracja nazistowska zastąpiła dotychczasową nazwę Schottofske ahistoryczną formą Schottow.